# David Strelec
David Strelec (ur. 4 kwietnia 2001 w Nowych Zamkach) – słowacki piłkarz grający na pozycji napastnika w słowackim klubie Slovan Bratysława oraz reprezentacji Słowacji. Uczestnik Mistrzostw Europy 2024.